# Xysticus hainanus
Xysticus hainanus là một loài nhện trong họ Thomisidae.
Loài này thuộc chi Xysticus. Xysticus hainanus được Da-xiang Song miêu tả năm 1994.